# Марко Менгоні

Марко Менго́ні — (італ. Marco Mengoni) — популярний італійський виконавець, переможець італійської версії талант-шоу «X Factor» у 2009 році. У 2010 став Найкращим європейським артистом на MTV Europe Music Awards. Переможець Фестивалю італійської музики Сан-Ремо-2013 і представник Італії на пісенному конкурсі «Євробачення 2013» та «Євробачення 2023».

## Біографія
Народився 25 грудня 1988 року в невеликому містечку Рончильйоне (провінція Вітербо, регіон Лаціо). Марко є єдиним сином Наді та Мауріціо Менгоні.
Багато років займався вокалом у школі співів, вчився у Барбари Джилоні. Співати професійно почав у 14 років. В 16 років Марко Менгоні організував власну групу, з якою грав у клубах, виконуючи кавери хітових пісень. Незабаром він зустрівся з музикантами та продюсерами, які й створили його першу справжню команду. У Марко є диплом в галузі промислового дизайну. Відразу після його отримання він переїхав до Риму, де поступив на факультет мовознавства, але провчився там тільки один рік. 2013 року переїхав жити до Мілану.

### X Factor і перший міні-альбом «Dove si vola»
У 2009 році був обраний в команду Моргана на проєкт X Factor. В ході програми виконав безліч пісень відомих виконавців. У фінальній частині програми Марко виконував пісню "Oggi Sono Io" в дуеті з Алексом Бритті. Живі виступи кожного шоу є на ITunes Music Store.
2 грудня 2009 вийшов у фінал і виграв шоу талантів. Призом був контракт з компанією звукозапису Sony Music на суму € 300,000, а також участь у фестивалі Сан-Ремо.
4 грудня 2009 року виходить перший EP «Dove si vola». Крім п'яти пісень, що вже виконувалися раніше, до альбому увійшли дві нові пісні «Dove si vola» і «Lontanissimi da te», написані разом з П'єро і Массімо Калабрезе, а також зі Стелою Фабіані. Альбом дебютував на першому місці в рейтингу найпродаваніших альбомів на iTunes. Продано понад 80 000 копій і цей альбом став першим платиновим у кар'єрі Марко.

### Фестиваль Сан-Ремо2010 і «Re matto»
За перемогу на «X Factor» Марко бере участь у 60-му фестивалі Сан-Ремо в лютому 2010-го. Він був наймолодшим виконавцем в категорії «big». Його пісню «Credimi ancora» починають активно крутити по радіо. У четвертий вечір фестивалю Марко виконував свою пісню з «Solis String Quartet».
Але в підсумку, на думку критиків і громадськості, Менгоні виявився лише третім.
Крім того, 19 лютого він випустив свій другий міні-альбом «Re matto». «Re Matto» також став платиновим.
1 травня 2010 року в Осіміо розпочалося турне Re matto tour на підтримку нового альбому. Воно засноване на принципах свободи, поезії та імпровізації. Під час туру Марко працює з декількома найкращими хореографами та дизайнерами. Всього було проведено 28 концертів до 11 вересня цього ж року.
Другий сингл з EP «Re Matto» — Stanco (deeper inside) вийшов 7 травня 2010 року. А в суботу, 8 травня 2010-го, в Генуї Марко отримав приз «Людина року» від TRL Awards MTV і там представив свій новий сингл в «живому» виконання.
28 і 29 травня на Арена ді Верона Марко отримує дві платинові нагороди Wind Music Awards за платинові альбоми Dove si vola i Re matto.
По завершенні туру, 19 жовтня 2010 року, Менгоні випускає CD і DVD «Re matto live».
7 листопада 2010 року він отримує відразу дві престижні музичні нагороди Europe Music Awards: Найкращий італійський артист і Найкращий європейський артист. Премія присвоювалась вже 17-й раз, але представник Італії тріумфував уперше.
27 травня 2011 року Менгоні завойовує три нагороди Wind Music Awards за платиновий альбом «Re matto live» і два платинових сингли Credimi ancora та In un giorno qualunque. Також він виступає з In un giorno qualunque, Questa Notte (Summer Edition) і триб'ютом Бобу Марлі Could You Be Loved. Крім цього, Марко оголошує дві дати свого майбутнього туру в підтримку нового альбому — 26 листопада в Мілані та 29 листопада в Римі.

### «Solo 2.0»
23 серпня 2011 року на своїй сторінці у Facebook Марко оголосив, що 2 вересня вийде новий сингл — Solo (vuelta al ruedo). Пісня передує виходу дебютного повноформатного студійного альбому — «Solo 2.0», який надійшов у продаж 27 вересня. Альбом дебютував, як і два попередні, на перших рядках найпродаваніших альбомів тижня в чарті, що складається FIMI. Другим синглом з альбому стала балада Tanto il resto cambia, а третім - Dall'inferno.
8 листопада 2011 року виходить новий альбом Лучіо Далла «Questo è amore», що містить пісню, записану в дуеті з Марко Менгоні — Meri Luis.
В січні 2012 року Марко займався дубляжем анімаційного 3D-фільму Лоракс, де озвучив персонажа Одноразника (Once-ler). В Італії фільм вийшов 1 червня 2012, а прес-конференція відбулася 9 березня в Римі за участю Марко, Денні Де Віто і Зака Ефрона.
20 березня 2012 року виходить триб'ют-альбом «Il senso... di Alex», він вийшов до десятої річниці загибелі Алекса Бароні. В записі взяли участь італійські артисти, в тому числі й Марко Менгоні, який виконав пісню Scrivi qualcosa per me. В тому ж місяці Марко отримує дві номінації на нагороди церемонії TRL Awards 2012, яка пройшла у Флоренції 5 травня.
Після першого туру в підтримку альбому — Solo 2.0 tour, що проходив на спортивних аренах, у квітні 2012-го тур продовжився в театрах, а також Марко Менгоні вперше виступив з концертом у Швейцарії.

### Фестиваль Сан-Ремо2013 і«Євробачення 2013»
16 лютого 2013 року Марко Менгоні став переможцем Фестивалю італійської музики Сан-Ремо, завдяки чому став  представником Італії на пісенному конкурсі «Євробачення 2013» у Мальме, де відразу в фіналі виступив із піснею «L'essenziale»  і посів 7 місце серед учасників із 26 країн.

### «Євробачення 2023»
На пісенному конкурсі «Євробачення 2023» виступив з піснею Due Vite та посів 4 місце отримавши 350 балів.

## Стиль і музичний вплив
Марко Менгоні має особливий тембр голосу, який, як правило, визначається, як соул з акцентами поп-року, багато критиків називають це «привабливим нявканням». Сам Марко в одному з інтерв'ю визначив свій стиль, як british/black. Крім того, співак неодноразово заявляв, що його улюблена британська музика — британський поп, а найбільший вплив на нього зробили Бітлз, Девід Боуі, Майкл Джексон, Renato Zero.

## Дискографія
Студійні альбоми
- 2011: Solo 2.0

## Концертні тури
- 2010: Re matto tour
- 2011: Solo tour 2.0
- 2012: Tour teatrale

## Фільмографія
Дубляж
- 2012 — «Lorax — Il guardiano della foresta»/«Лоракс» — Once-ler
- 2019 —  «Il re leone»/«Король Лев (фільм, 2019)» — Simba
- 2019 — «Klaus — I Segreti del Natale»/«Клаус (мультфільм)» — Jesper Johansson

## Премії та номінації
| Рік  | Премія                                   | Номіновано                                      | Номінація                             | Результат |
| ---- | ---------------------------------------- | ----------------------------------------------- | ------------------------------------- | --------- |
| 2010 | MTV Europe Music Awards                  | Marco Mengoni                                   | Best Italian Act                      | Перемога  |
| 2010 | MTV Europe Music Awards                  | Marco Mengoni                                   | Best European Act                     | Перемога  |
| 2010 | MTV TRL Awards                           | Marco Mengoni                                   | Man of the year                       | Перемога  |
| 2010 | Wind Music Awards                        | Re matto, Dove si vola                          | Premio CD — Platino                   | Перемога  |
| 2011 | MTV TRL Awards                           | Marco Mengoni                                   | Best Talent Show Artist               | Номінація |
| 2011 | Wind Music Awards                        | Re matto live                                   | Premio CD — Platino                   | Перемога  |
| 2011 | Wind Music Awards                        | «Credimi ancora», «In un giorno qualunque»      | Premio Online Single Track — Platino  | Перемога  |
| 2012 | Contemporary A Cappella Recording Awards | «Un gioco sporco» by Cluster with Marco Mengoni | Best Professional Original Song       | Номінація |
| 2012 | MTV TRL Awards                           | Marco Mengoni                                   | Super Man Awards                      | Перемога  |
| 2012 | MTV TRL Awards                           | Marco Mengoni                                   | Best Look                             | Номінація |
| 2012 | Leggio d'oro                             | Marco Mengoni                                   | Premio nazionale doppiatori           | Перемога  |
| 2013 | MTV Europe Music Awards                  |                                                 | Найкращий міжнародний виконавець      | Номінація |
| 2013 | MTV Europe Music Awards                  |                                                 | Найкращий італійський виконавець      | Перемога  |
| 2013 | MTV Europe Music Awards                  |                                                 | Найкращий виконавець Південної Європи | Перемога  |

## Учасники колективу
- Stefano Calabrese: гітара
- Peter Cornacchia: гітара
- Davide Sollazzi: ударні
- Giovanni Pallotti: бас